# Колор Лайн
«Колор Лайн» (норв. Color Line Stadion) — стадион в Олесунне, Норвегия. Вместительность стадиона составляет 10 778 человек. Домашняя арена футбольного клуба «Олесунн». Рекорд посещаемости, 10 903 зрителя, был зафиксирован в матче «Олесунна» против «Хам-Кама», состоявшемся 3 августа 2005 года.
Общая стоимость строительства стадиона составила 160 миллионов норвежских крон. «Колор Лайн» стал первым стадионом топ-уровня в Норвегии, использующим искусственный газон. К открытию стадиона норвежский бизнесмен Олав Нильс Сунде подарил ему статую футболиста, установленную у входа. Хотя и Сунде отрицал это, но статуя имела очевидное сходство с бывшим игроком «Олесунна» Йоном Арне Риисе.
С 2009 года на «Колор Лайн» проводит свои домашние матчи команда женской футбольной Топпсерии «Фортуна Олесунн».